# Nandamuri Kalyan Ram
Nandamuri Kalyan Ram (Haiderabad, 5 juli 1978), is een Indiaas acteur en filmproducent die met name in de Telugu filmindustrie actief is.

## Biografie
Nandamuri maakte zijn debuut als volwassen acteur in 2003 met Toli Choopulone. In 2005 startte hij zijn eigen filmproductiehuis N.T.R. Arts, vernoemd naar zijn grootvader N.T. Rama Rao. Hij is ook eigenaar van Advitha Creative Studios, een bedrijf voor video-effecten, dat speciale effecten leverde voor films als Legend waarin zijn oom Nandamuri Balakrishna speelt en Nannaku Prematho waarin zijn half broer N.T. Rama Rao Jr. de hoofdrol vervult. Nandamuri kreeg veel lof voor zijn rol in de films Athanokkade (2005), Hare Ram (2008), Pataas (2015) en 118 (2019). Ook speelde hij de rol van zijn vader Nandamuri Harikrishna in de tweedelige biopic NTR: Kathanayakudu en NTR: Mahanayakudu (2019).

## Filmografie
| Jaar | Film                            | Rol                                 | Opmerking     |
| ---- | ------------------------------- | ----------------------------------- | ------------- |
| 1989 | Bala Gopaludu                   | Raja                                | als kind      |
| 2003 | Toli Choopulone                 | Raju                                |               |
| 2003 | Abhimanyu                       | Abhimanyu                           |               |
| 2005 | Athanokkade                     | Ram                                 | ook producent |
| 2006 | Asadhyudu                       | Pardhu                              |               |
| 2007 | Vijayadasami                    | Sivakasi                            |               |
| 2007 | Lakshmi Kalyanam                | Ramu                                |               |
| 2008 | Hare Ram                        | Ram/ Hari                           | ook producent |
| 2009 | Jayeebhava                      | Ram                                 | ook producent |
| 2010 | Kalyanram Kathi                 | Rama Krishna                        | ook producent |
| 2013 | Om 3D                           | Arjun                               | ook producent |
| 2015 | Pataas                          | Kalyan                              | ook producent |
| 2015 | Kick 2                          |                                     | producent     |
| 2015 | Sher                            | Gautham                             |               |
| 2016 | Ism                             | Satya Marthand/ Kalyan Ram          | ook producent |
| 2017 | Jai Lava Kusa                   |                                     | producent     |
| 2018 | MLA                             | Kalyan Chaturvedi                   |               |
| 2018 | Naa... Nuvve                    | Varun                               |               |
| 2019 | NTR: Kathanayakudu              | Nandamuri Harikrishna               |               |
| 2019 | NTR: Mahanayakudu               | Nandamuri Harikrishna               |               |
| 2019 | 118                             | Gautam                              |               |
| 2020 | Entha Manchivaadavuraa          | Balu                                |               |
| 2022 | Bimbisara                       | Bimbisara                           |               |
| 2023 | Amigos                          | Siddharth/ Manjunath Hegde/ Michael |               |
| 2023 | Devil: The British Secret Agent | Trivarna                            |               |
| 2024 | Devara: Part 1                  |                                     | producent     |
| 2025 | Arjun Son Of Vyjayanthi         | Arjun Vishwanath                    |               |